# Циковский, Николай
Никола́й Цико́вский (англ. Nicolai Cikovsky / Cikowski / 10 декабря 1894, Пинск, Минская губерния, Российская империя — 1987, Вашингтон, округ Колумбия) — российский, белорусский, впоследствии американский художник XX века. Большинство свидетельств о художнике сопряжены с его участием в творческой группе Хэмптон Бейс, базирующейся на Лонг-Айленде, штат Нью-Йорк и в которую входили Давид Бурлюк, Джон Грэм, Мильтон Эвери, братья Рафаэль и Мозес Сойеры.

## Биография

### Россия—Страна Советов
- 1910—1914 : Циковский учился в Виленской рисовальной школе (в одни годы с Хаимом Сутиным).
- 1914—1918 : учится в Пензенском художественном училище; знакомство с Владимиром Татлиным.
- 1919 : Служил художником-агитатором в Красной Армии. преподавал живопись в Государственных свободных художественных мастерских в Екатеринбурге (одновременно с Александром Лабасом).
- 1921—1923 : Переезжает в Москву. Здесь продолжает обучение во ВХУТЕМАСе — у Павла Кузнецова, Фаворского и Машкова.

### США
- 1923 : Эмигрировал в США. Поселился в Нью-Йорке, а с конца 1920-х жил в крошечном городке Хэмптон Бейc (англ.) (на восточной оконечности острова Лонг-Айленд, штат Нью-Йорк, в 130 км от Манхэттена). Приобрёл дом, писал жанровые картины, сцены из жизни рыбаков и рабочих. Работал над натурными этюдами пейзажей, натюрмортов, портретов, обнаженной натуры. Занимался литографией, монументальной живописью [2].
- 1935—1936 : Преподавал в Академии художеств Цинциннати.
- 1937—1949 : Преподавал в Художественном институте Чикаго; в Лиге студентов-художников, Нью-Йорк.

Николай Циковский с начала 1940-х годов поддерживал близко-дружеские отношения с поэтом и художником Давидом Бурлюком, с братьями Мозесом и Рафаэлем Сойерами. Постепенно, к 1950-м годам на Лонг-Айленде образовалась неформальная художественная группа «Хэмптон Бейс» . Она распалась в 1967, после смерти Бурлюка.
Сам Циковский обычно жил там наездами, перебрался же на постоянное жительство в начале 70-х .
В общей сложности в США прошло около 20 персональных выставок Николая Циковского. Он член Национальной Академии изобразительных искусств,б Национальной Академии дизайна, Общества живописцев, скульпторов и гравёров.
Умер художник в 1987 году в Вашингтоне, округ Колумбия.

## Музейные собрания
- Музей Уитни, Нью-Йорк
- Бруклинский музей, Нью-Йорк
- Музей искусств округа Лос-Анджелес, Лос-Анджелес
- Музей изящныхл искусств, Бостон
- Художественный музей Карнеги в Питтсбурге
- Корпоративная коллекция Белгазпромбанка, Минск[5]

## Изображения в сети
- Портрет Маруси Бурлюк, 1924. Холст, масло 43.2 × 33 см.
- Давид Бурлюк на пляже пишет портрет своей жены Маруси. Дерево, масло 35.6 × 45.7 см
- Портрет Давида Бурлюка. 1940-е годы Холст, масло
- Давид Бурлюк, 1950. Перо, тушь 30.5 × 17.8 см.
- Песчаный берег. Этюд. Масло 15.2 × 20.3
- Автопортрет. (недоступная ссылка) Доска, масло 36, 5 × 26
- Рыжеволосая красавица. 76.5 × 61. Холст, масло. Частная коллекция
- Фрукты на салфетке. Холст, масло 14.9 × 20.3 см.
- Обнажённая в студии. Холст, масло 75 × 60 см. Spanierman Gallery, LLC, New York
- Музицирующий комедиант. Холст, масло 84 × 66 см.
- Сэг Харбор : Лонг-Айленд. Холст, масло 50.8 × 61 см.
- На берегу Ист Ривер (Великая депрессия). 1934.
- Гора, 1938. Большой антикварный салон 2013, Киев
- Красное солнце, 1945. Холст, масло 74.3 × 81.3 см
- Берег в Хэмптонс, 1950. Холст, масло 30.5 × 40.6 см.
- Монток на Лонг-Айленде. Причал, 1950. Холст, масло 45.7 × 55.9 см.